# ビデオスルー
ビデオスルー（Video through）は、上映・放送されずに直接パッケージ販売される映像作品を指す業界用語。DVDスルーともいう。

## 概要
劇場公開やテレビ放送を目指して製作されたものの、上映・放送されずに直接ビデオグラムで発売される映像作品のことを主に指す。特にDVDで発売されるものに関しては、「ビデオスルー」ではなく「DVDスルー」の呼称が用いられることもある。ネット配信業者は「オリジナルビデオ」に「ビデオスルー」を含めている場合がある。
なお、「ビデオスルー」も「DVDスルー」も和製英語である。英語では、メディアの規格によってDirect-to-video（VHSの場合）、direct-to-DVD、direct-to-iTunes、direct-to-digital、 made-for-video、またはstraight-to-video、straight-to-DVDなどと呼ばれるが、これらには最初から劇場公開を意図していない作品も含まれる。

## オリジナルビデオなどとの違い
最初から劇場公開を意図していないオリジナルビデオ（実写）やOVA（アニメ）とは、事情が異なる場合が多い。
映画において、日本市場においてビデオスルーになる主な理由は、興行収入が期待できないと判断された場合や、劇場公開が取り止めの作品となった場合などである。また、第二次世界大戦の時期に製作され、劇場公開されなかった一部の作品も該当する。劇場配給にはかなりの経費を要するため、製作国で興行的に失敗した作品や、製作国ではヒットしても日本の市場に合わないと考えられる作品は、劇場配給に要する多額の経費を回収できないと判断され、リスクの回避する目的で劇場公開されない。『ホテル・ルワンダ』（第77回アカデミー賞3部門ノミネート）や『ヒックとドラゴン2』（第72回ゴールデングローブ賞アニメ映画賞受賞）など、海外の映画賞で高い評価を受けた作品も例外ではなく、日本での劇場公開を求めて映画ファンによる署名運動が発生したこともある。一方、劇場配給を行わないことはビデオ（DVD）を販売するうえで営業的に不利に働くため、劇場公開の実績を作る目的で、配給にかかる経費が低予算で済むミニシアターなどの小さな映画館1か所でのみ短期間の上映（単館上映）をして、パッケージに「劇場公開作品」と記載して販売するケースもある。グレーゾーンとの批判もあるが虚偽の記載ではないため、問題にされないのが現状である。
アメリカ合衆国には独立系映像制作会社や、映画配給会社の親会社が放送ネットワークを持っていなかった傾向が強かった1980年代以前における映画配給会社のテレビ映画部門が制作した作品の場合、映画やテレビドラマの製作そのものは行われたものの、配給会社・放送ネットワーク・OTTサービス運営会社の買い付けが全くなされなかった理由から、結局自国であってもビデオスルーになる作品も少なくない。
Netflixなどのインターネット動画配信事業者ではビデオスルーと区別せずに、国や地域で独占的に配信される作品すべてをオリジナルビデオと称している。
2020年代初頭に発生した新型コロナウイルス感染症の拡大による映画館の休業などに伴い、ウォルト・ディズニー・カンパニーやワーナー・ブラザース・ピクチャーズなどのハリウッド大手映画会社では劇場公開を中止して、傘下の定額制動画配信サービスにて公開される作品が相次いでいる。

## テレビ番組におけるビデオスルー
テレビ番組に関しても、放送中止（お蔵入り）となったエピソードを放送されずに直接ビデオ化された例が存在する。
東日本大震災の影響で放送出来なくなり、ビデオスルーに変更した事例がいくつかある。以下に例示する。
- バラエティ番組『板尾ロマン』（テレビ東京）における「開かずの間でお笑いの事だけ考えろ!」の最終週[9]、「板尾ロマンスーパーライブ」[10]
- テレビアニメ『電波女と青春男』の最終回
- テレビアニメ『ドラゴンボール改』（第1期）の最終回

## おもなビデオスルー作品
- ハドソン河のモスコー
- ラブ・フィールド
- 愛されちゃって、マフィア
- メーターと恐怖の火の玉
- デート & ナイト
- ロード・トリップ パパは誰にも止められない!
- ヴェロニカ・マーズ ［ザ・ムービー］
- クルードさんちのはじめての冒険
- ヒックとドラゴン2
- ソムニア -悪夢の少年-
- ビリー・リンの永遠の一日
- ティーン・タイタンズ・ゴー! トゥ・ザ・ムービーズ
- 弱虫スクービーの大冒険
- バトル・オーシャン 海上決戦[11]
- ニルスのふしぎな旅（劇場アニメ版）

原作となるNHKアニメ版を放送している最中の1982年、広告代理店に値する企業である学研が自主的に製作されたものの、映画上映の要となる配給会社の買い付けがされなかったため、1985年にVHS・レーザーディスク版（発売・販売元：学研ビデオ）の発売を以て初めて一般公開された。
- 東方見聞録 (映画)

映像は無事に完成し、配給会社（東映）まで決まったものの、撮影中に起こった死亡事故の煽りで公開を中止され、制作した会社（ディレクターズ・カンパニー）も倒産する事態となった。経緯上、ミニシアターでの上映も困難なため、日本映画（邦画）では数少ない自国のビデオスルー作品として世に出た。
- かぞくはじめました
- ヨギ & ブーブー わんぱく大作戦
- ジャングル・ブック2
- くまのプーさん 完全保存版II ピグレット・ムービー